# Buzduganii de Sus, Ungheni
Buzduganii de Sus este un sat din componența comunei Valea Mare din raionul Ungheni, Republica Moldova.